# Drymaria rotundifolia
Drymaria rotundifolia är en nejlikväxtart som beskrevs av Asa Gray. Drymaria rotundifolia ingår i släktet Drymaria och familjen nejlikväxter. Utöver nominatformen finns också underarten D. r. nitida.